# 班特瓦
班特瓦（Bantwa），是印度古吉拉特邦Junagadh县的一个城镇。总人口15216（2001年）。

## 人口
该地2001年总人口15216人，其中男性7837人，女性7379人；0—6岁人口1883人，其中男993人，女890人；识字率68.97%，其中男性为75.95%，女性为61.55%。